# Glossaire de la christologie
La Christologie est la discipline de la théologie dogmatique chrétienne qui étudie la personne, la doctrine et l’œuvre de Jésus-Christ . Elle part notamment de l'évolution des appellations données à Jésus de Nazareth, telles que « Christ », « Seigneur », « Fils de Dieu », « Messie ». Par conséquent, la christologie porte sur le Christ, sa nature et sa doctrine. 
- Haut – A
- B
- C
- D
- E
- F
- G
- H
- I
- J
- K
- L
- M
- N
- O
- P
- Q
- R
- S
- T
- U
- V
- W
- X
- Y
- Z
- 0-9

## 0-9
- Année zéro - l'année qui n'existe pas!
- 6 janvier - Épiphanie
- 25 décembre - Noël
- 1054 - Séparation des Églises d'Orient et d'Occident
- 1378 - Grand Schisme d'Occident

## A
- Adoptianisme - doctrine religieuse selon laquelle Jésus ne serait devenu le fils de Dieu que par adoption à la suite de son baptême dans le Jourdain par Jean-Baptiste.
- Apocalypse - (Αποκάλυψη) à l'origine révélation divine, est aussi le dernier livre du Nouveau Testament canonique.
- Ascension - marque l’élévation au ciel de Jésus après sa résurrection, cette fête est célébrée quarante jours après Pâques et donc tombe toujours un jeudi.

## B
- Bible - ensemble de textes considérés comme sacrés par le judaïsme ou le christianisme.

## C
- Catholique - (katholikos)) - qui se rapporte au catholicisme.
- Christ - (christós) traduction du terme hébreu « Messie », signifiant « l’oint [du Seigneur] ». Les chrétiens ont attribué ce nom à Jésus de Nazareth.
- Concile œcuménique - convoque et réunit, tous les évêques et autorités ecclésiastiques du christianisme.
- Crucifixion - désigne le crucifiement de Jésus de Nazareth, considéré par les chrétiens comme le Christ.

## D
- Dogme - (du grec δόγμα dogma : « opinion » et δοκέω dokéô : « paraître, penser, croire ») est une affirmation considérée comme fondamentale, incontestable et intangible par une autorité politique, philosophique ou religieuse

## E
- Église (institution) - communauté chrétienne et l'institution qui regroupe les chrétiens d'une même confession.
- Épiphanie - désigne aujourd'hui une fête chrétienne qui célèbre le Messie venu et incarné dans le monde et recevant la visite et l'hommage des rois mages.

## F
- Fils de Dieu -  un des nombreux noms données à Jésus-Christ.

## G
- Gnosticisme - (Du grec γνώσις)  mouvement religieux regroupant des doctrines ou les hommes sont des âmes divines emprisonnées dans un monde matériel.

## H
- Hérésie - (du grec αἵρεσις / haíresis, choix, préférence pour une doctrine) désigne généralement une doctrine ou une opinion considérée comme erronée par rapport à un dogme religieux donné.

## I
- INRI - acronyme, dit titulus crucis, de l'expression latine Iesvs Nazarenvs, Rex Ivdæorvm « Jésus le Nazaréen, roi des Juifs ».

## J
- Jésus-Christ - est le nom donné à Jésus de Nazareth par les chrétiens.
- Jésus de Nazareth - un des nombreux noms données à Jésus-Christ.
- Judéo-christianisme - au sens historique, il désigne les chrétiens d'origine juive qui continuent à observer des prescriptions de la loi mosaïque.

## M
- Messe - cérémonie liturgique au cours de laquelle le ou les prêtres officiants célèbrent le sacrifice de l’eucharistie.
- Messie - désignait initialement dans le judaïsme l'oint, c'est-à-dire la personne consacrée par le rite de l'onction, réalisée par un prophète de Dieu.
- Miracle - fait extraordinaire, positif, non explicable scientifiquement.

## N
- Noël - fête chrétienne commémorant chaque année la naissance de Jésus de Nazareth, appelée Nativité, et célébrée le 25 décembre.

## O
- Orthodoxe -vient du grec όρθός orthós (droit) et δόξα dóxa (opinion) et désigne la majorité des chrétiens, c'est-à-dire ceux qui suivaient les conciles œcuméniques

## P
- Pâques - la plus importante fête chrétienne. Elle commémore la résurrection de Jésus-Christ.
- Parabole - (du grec παραϐολή, « rapprochement, comparaison ») est une figure de rhétorique.
- Pentecôte - (du grec ancien ἡμέρα πεντεκοστή / pentếkosta, « cinquantième jour») est une fête chrétienne quia lieu cinquante jours après Pâques.
- Pères de l'Église - des auteurs ecclésiastiques dont les écrits et les actes ont contribué à établir et à défendre la doctrine chrétienne.
- Prophète - désigne une personne qui tient d'une inspiration que l'on croit être divine.

## R
- Résurrection -  littér. se lever une nouvelle fois, désigne le passage physique de Jésus-Christ de la mort, à la suite de sa crucifixion, à la vie.

## S
- Schisme - (skhismós) , séparation d'un groupe en deux parties.
  - Séparation des Églises d'Orient et d'Occident 1054.
  - Grand Schisme d'Occident 1378.

## T
- Testament - l'acte écrit dans lequel une personne indique la manière dont ses biens seront distribués après son décès :
  - Ancien Testament -  l'ensemble des écrits de la Bible hébraïque, textes hébreux antérieurs à la vie de Jésus.
  - Nouveau Testament - l’ensemble des écrits relatifs à la vie de Jésus et aux premières années du christianisme.
- Théologie - (en grec ancien θεολογία, littéralement « discours sur la divinité ou le divin, le Θεός [Theos] ») est l'étude et l'exégèse de la religion, de Dieu, des textes sacrés ou des dogmes.

## Y
- Yahweh - la forme prononçable aux quatre consonnes du tétragramme « YHWH », nom du Dieu des Hébreux dans l'Ancien Testament

- Haut – A
- B
- C
- D
- E
- F
- G
- H
- I
- J
- K
- L
- M
- N
- O
- P
- Q
- R
- S
- T
- U
- V
- W
- X
- Y
- Z
- 0-9